# Chidozie Awaziem
Chidozie Collins Awaziem (Enugu, 1º gennaio 1997) è un calciatore nigeriano, difensore del Nantes.

## Carriera

### Club
Il 1º agosto 2022 viene ceduto in prestito annuale con diritto di riscatto all'Hajduk Spalato.
Quattro giorni dopo fa il suo debutto con i Majstori s mora, subentra al posto di Josip Elez nell'andata del terzo turno di qualificazione di Conference League vinta contro il Vitória Guimarães (3-1).
Il 21 agosto seguente, in occasione del match casalingo di campionato vinto 2-1 contro la Lokomotiva Zagabria, mette a segno la sua prima rete con la casacca dei Bili. Pur diventando membro integrante della rosa spalatina, al termine della stagione il calciatore non viene riscattato dato il mancato accordo tra i due club.
Il 23 luglio 2025 si trasferisce in Francia al Nantes, facendovi ritorno dopo sette stagioni.
Il 17 agosto seguente debutta con la maglia dei canarini, in occasione della prima gara di campionato persa 0-1 contro il Paris Saint-Germain.

## Statistiche

### Presenze e reti nei club
Statistiche aggiornate al 17 agosto 2025.
| Stagione              | Squadra         | Campionato      | Campionato | Campionato | Coppe nazionali | Coppe nazionali | Coppe nazionali | Coppe continentali | Coppe continentali | Coppe continentali | Altre coppe | Altre coppe | Altre coppe | Totale | Totale |
| Stagione              | Squadra         | Comp            | Pres       | Reti       | Comp            | Pres            | Reti            | Comp               | Pres               | Reti               | Comp        | Pres        | Reti        | Pres   | Reti   |
| --------------------- | --------------- | --------------- | ---------- | ---------- | --------------- | --------------- | --------------- | ------------------ | ------------------ | ------------------ | ----------- | ----------- | ----------- | ------ | ------ |
| 2015-2016             | Porto           | PL              | 10         | 0          | CP+CdL          | 2+1             | 1+0             | UCL+UEL            | -                  | -                  | -           | -           | -           | 13     | 1      |
| 2016-2017             | Porto           | PL              | -          | -          | CP+CdL          | -               | -               | UCL                | -                  | -                  | -           | -           | -           | 0      | 0      |
| 2017-2018             | Nantes          | L1              | 22         | 1          | CF+CdL          | 0+1             | 0               | -                  | -                  | -                  | -           | -           | -           | 23     | 1      |
| 2018-gen. 2019        | Porto           | PL              | 0          | 0          | CP+CdL          | 0+1             | 0               | UCL                | 1                  | 0                  | SP          | 0           | 0           | 2      | 0      |
| Totale Porto          | Totale Porto    | Totale Porto    | 10         | 0          |                 | 4               | 1               |                    | 1                  | 0                  |             | 0           | 0           | 15     | 1      |
| gen.-giu. 2019        | Çaykur Rizespor | SL              | 16         | 0          | TK              | -               | -               | -                  | -                  | -                  | -           | -           | -           | 16     | 0      |
| 2019-2020             | Leganés         | PD              | 26         | 0          | CR              | 3               | 0               | -                  | -                  | -                  | -           | -           | -           | 29     | 0      |
| 2020-2021             | Boavista        | PL              | 27         | 0          | CP              | 2               | 0               | -                  | -                  | -                  | -           | -           | -           | 29     | 0      |
| lug.-set. 2021        | Boavista        | PL              | 3          | 0          | CP              | 0               | 0               | -                  | -                  | -                  | -           | -           | -           | 3      | 0      |
| set. 2021-2022        | Alanyaspor      | SL              | 18         | 1          | TK              | 4               | 0               | -                  | -                  | -                  | -           | -           | -           | 22     | 1      |
| 2022-2023             | Hajduk Spalato  | 1.HNL           | 28         | 5          | CC              | 4               | 0               | UECL               | 4                  | 0                  | -           | -           | -           | 36     | 5      |
| 2023-2024             | Boavista        | PL              | 24         | 0          | CP+CdL          | 2+1             | 0               | -                  | -                  | -                  | -           | -           | -           | 27     | 0      |
| Totale Boavista       | Totale Boavista | Totale Boavista | 54         | 0          |                 | 5               | 0               |                    | -                  | -                  |             | -           | -           | 59     | 0      |
| ago.-dic. 2024        | FC Cincinnati   | MLS             | 7+3        | 0          | -               | -               | -               | -                  | -                  | -                  | LC          | 4           | 0           | 14     | 0      |
| dic. 2024 - lug. 2025 | Colorado Rapids | MLS             | 20         | 0          | -               | -               | -               | CCC                | 2                  | 0                  | LC          | -           | -           | 22     | 0      |
| 2025-2026             | Nantes          | L1              | 1          | 0          | CF              | 0               | 0               | -                  | -                  | -                  | -           | -           | -           | 1      | 0      |
| Totale Nantes         | Totale Nantes   | Totale Nantes   | 23         | 1          |                 | 1               | 0               |                    | -                  | -                  |             | -           | -           | 24     | 1      |
| Totale carriera       | Totale carriera | Totale carriera | 205        | 7          |                 | 21              | 1               |                    | 7                  | 0                  |             | 4           | 0           | 237    | 8      |

### Cronologia presenze e reti in nazionale
| Cronologia completa delle presenze e delle reti in nazionale ― Nigeria | Cronologia completa delle presenze e delle reti in nazionale ― Nigeria | Cronologia completa delle presenze e delle reti in nazionale ― Nigeria | Cronologia completa delle presenze e delle reti in nazionale ― Nigeria | Cronologia completa delle presenze e delle reti in nazionale ― Nigeria | Cronologia completa delle presenze e delle reti in nazionale ― Nigeria | Cronologia completa delle presenze e delle reti in nazionale ― Nigeria | Cronologia completa delle presenze e delle reti in nazionale ― Nigeria |
| Data                                                                   | Città                                                                  | In casa                                                                | Risultato                                                              | Ospiti                                                                 | Competizione                                                           | Reti                                                                   | Note                                                                   |
| ---------------------------------------------------------------------- | ---------------------------------------------------------------------- | ---------------------------------------------------------------------- | ---------------------------------------------------------------------- | ---------------------------------------------------------------------- | ---------------------------------------------------------------------- | ---------------------------------------------------------------------- | ---------------------------------------------------------------------- |
| 1-6-2017                                                               | Saint-Leu-la-Forêt                                                     | Nigeria                                                                | 3 – 0                                                                  | Togo                                                                   | Amichevole                                                             | -                                                                      |                                                                        |
| 10-6-2017                                                              | Uyo                                                                    | Nigeria                                                                | 0 – 2                                                                  | Sudafrica                                                              | Qual. Coppa d'Africa 2019                                              | -                                                                      |                                                                        |
| 14-11-2017                                                             | Krasnodar                                                              | Argentina                                                              | 2 – 4                                                                  | Nigeria                                                                | Amichevole                                                             | -                                                                      |                                                                        |
| 27-3-2018                                                              | Londra                                                                 | Nigeria                                                                | 0 – 2                                                                  | Serbia                                                                 | Amichevole                                                             | -                                                                      |                                                                        |
| 8-9-2018                                                               | Victoria                                                               | Seychelles                                                             | 0 – 3                                                                  | Nigeria                                                                | Qual. Coppa d'Africa 2019                                              | 1                                                                      | 74’                                                                    |
| 11-9-2018                                                              | Monrovia                                                               | Liberia                                                                | 1 – 2                                                                  | Nigeria                                                                | Amichevole                                                             | -                                                                      | 46’                                                                    |
| 8-6-2019                                                               | Asaba                                                                  | Nigeria                                                                | 0 – 0                                                                  | Zimbabwe                                                               | Amichevole                                                             | -                                                                      | 46’                                                                    |
| 16-6-2019                                                              | Ismailia                                                               | Senegal                                                                | 1 – 0                                                                  | Nigeria                                                                | Amichevole                                                             | -                                                                      | Ingresso                                                               |
| 22-6-2019                                                              | Alessandria d'Egitto                                                   | Nigeria                                                                | 1 – 0                                                                  | Burundi                                                                | Coppa d'Africa 2019 - 1º turno                                         | -                                                                      | 42’                                                                    |
| 26-6-2019                                                              | Alessandria d'Egitto                                                   | Nigeria                                                                | 1 – 0                                                                  | Guinea                                                                 | Coppa d'Africa 2019 - 1º turno                                         | -                                                                      |                                                                        |
| 30-6-2019                                                              | Alessandria d'Egitto                                                   | Madagascar                                                             | 2 – 0                                                                  | Nigeria                                                                | Coppa d'Africa 2019 - 1º turno                                         | -                                                                      |                                                                        |
| 6-7-2019                                                               | Alessandria d'Egitto                                                   | Nigeria                                                                | 3 – 2                                                                  | Camerun                                                                | Coppa d'Africa 2019 - Ottavi di finale                                 | -                                                                      |                                                                        |
| 10-7-2019                                                              | Il Cairo                                                               | Nigeria                                                                | 2 – 1                                                                  | Sudafrica                                                              | Coppa d'Africa 2019 - Quarti di finale                                 | -                                                                      |                                                                        |
| 14-7-2019                                                              | Il Cairo                                                               | Algeria                                                                | 2 – 1                                                                  | Nigeria                                                                | Coppa d'Africa 2019 - Semifinale                                       | -                                                                      | 88’                                                                    |
| 10-9-2019                                                              | Dnipropetrovsk                                                         | Ucraina                                                                | 2 – 2                                                                  | Nigeria                                                                | Amichevole                                                             | -                                                                      | 87’                                                                    |
| 13-10-2019                                                             | Singapore                                                              | Brasile                                                                | 1 – 1                                                                  | Nigeria                                                                | Amichevole                                                             | -                                                                      |                                                                        |
| 13-11-2019                                                             | Uyo                                                                    | Nigeria                                                                | 2 – 1                                                                  | Benin                                                                  | Qual. Coppa d'Africa 2021                                              | -                                                                      | 73’                                                                    |
| 17-11-2019                                                             | Maseru                                                                 | Lesotho                                                                | 2 – 4                                                                  | Nigeria                                                                | Qual. Coppa d'Africa 2021                                              | -                                                                      | 89’ (aut.)                                                             |
| 13-10-2020                                                             | Abuja                                                                  | Nigeria                                                                | 1 – 1                                                                  | Tunisia                                                                | Amichevole                                                             | -                                                                      | 57’                                                                    |
| 17-11-2020                                                             | Freetown                                                               | Sierra Leone                                                           | 0 – 0                                                                  | Nigeria                                                                | Qual. Coppa d'Africa 2021                                              | -                                                                      | 75’                                                                    |
| 27-3-2021                                                              | Cotonou                                                                | Benin                                                                  | 0 – 1                                                                  | Nigeria                                                                | Qual. Coppa d'Africa 2021                                              | -                                                                      | 84’                                                                    |
| 4-6-2021                                                               | Wiener Neustadt                                                        | Nigeria                                                                | 0 – 1                                                                  | Camerun                                                                | Amichevole                                                             | -                                                                      |                                                                        |
| 8-6-2021                                                               | Wiener Neustadt                                                        | Camerun                                                                | 0 – 0                                                                  | Nigeria                                                                | Amichevole                                                             | -                                                                      |                                                                        |
| 7-9-2021                                                               | Mindelo                                                                | Capo Verde                                                             | 1 – 2                                                                  | Nigeria                                                                | Qual. Mondiali 2022                                                    | -                                                                      |                                                                        |
| 10-10-2021                                                             | Bangui                                                                 | Rep. Centrafricana                                                     | 0 – 2                                                                  | Nigeria                                                                | Qual. Mondiali 2022                                                    | -                                                                      | 74’                                                                    |
| 13-11-2021                                                             | Monrovia                                                               | Liberia                                                                | 0 – 2                                                                  | Nigeria                                                                | Qual. Mondiali 2022                                                    | -                                                                      |                                                                        |
| 16-11-2021                                                             | Lagos                                                                  | Nigeria                                                                | 1 – 1                                                                  | Capo Verde                                                             | Qual. Mondiali 2022                                                    | -                                                                      |                                                                        |
| 28-5-2022                                                              | Arlington                                                              | Messico                                                                | 2 – 1                                                                  | Nigeria                                                                | Amichevole                                                             | -                                                                      |                                                                        |
| 3-6-2022                                                               | Harrison                                                               | Ecuador                                                                | 1 – 0                                                                  | Nigeria                                                                | Amichevole                                                             | -                                                                      | 46’                                                                    |
| 16-10-2023                                                             | Albufeira                                                              | Mozambico                                                              | 2 – 3                                                                  | Nigeria                                                                | Amichevole                                                             | -                                                                      | 61’ 90+4’                                                              |
| 8-1-2024                                                               | Abu Dhabi                                                              | Guinea                                                                 | 2 – 0                                                                  | Nigeria                                                                | Amichevole                                                             | -                                                                      | 73’                                                                    |
| 22-1-2024                                                              | Abidjan                                                                | Guinea-Bissau                                                          | 0 – 1                                                                  | Nigeria                                                                | Coppa d'Africa 2023 - 1º turno                                         | -                                                                      | 90+4’                                                                  |
| 22-3-2024                                                              | Marrakech                                                              | Ghana                                                                  | 1 – 2                                                                  | Nigeria                                                                | Amichevole                                                             | -                                                                      |                                                                        |
| 26-3-2024                                                              | Marrakech                                                              | Mali                                                                   | 2 – 0                                                                  | Nigeria                                                                | Amichevole                                                             | -                                                                      |                                                                        |
| Totale                                                                 |                                                                        | Presenze                                                               | 34                                                                     |                                                                        | Reti                                                                   | 1                                                                      |                                                                        |

## Palmarès

### Competizioni nazionali
- Supercoppa di Portogallo: 1

Porto: 2018
- Coppa di Croazia: 1

Hajduk Spalato: 2022-2023